# Лінія 11 (Барселонський метрополітен)
41°27′48″ пн. ш. 2°10′19″ сх. д. / 41.4632° пн. ш. 2.1718111111111° сх. д.
Лінія 11 (кат. Línia 11) — одинадцята лінія Барселонського метрополітену. Нині[коли?] функціонують лише 5 станцій.

## Станції
- Трінітат-Нова
- Каса-дель-Аігуа
- Торре-Баро-Вальбона
- Сьютат-Мерідіана
- Кан-Куяс